# Marktoffingen
Marktoffingen település Németországban, azon belül Bajorországban. Lakosainak száma 1288 fő (2023. december 31.).

## Népesség
A település népessége az elmúlt években az alábbi módon változott:
| Lakosok száma | 622  | 893  | 826  | 1310 | 1320 | 1303 | 1297 | 1300 | 1330 | 1288 |
|               | 1875 | 1950 | 1975 | 2010 | 2012 | 2013 | 2015 | 2017 | 2021 | 2023 |